# Východoukrajinská ofenzíva
Východoukrajinská ofenzíva je probíhající vojenská ofenzíva mezi Ozbrojenými silami Ruské federace a Ozbrojenými silami Ukrajiny, která začala 24. února 2022 jako součást ruské invaze na Ukrajinu v roce 2022.

## Přehled
Součástí Východoukrajinské ofenzívy jsou bitvy o Charkov, Sumy, Konotop, Sievierodoněck nebo Mariupol.

## Ofenzíva

### 24. únor
Poté, co ruský prezident Vladimir Putin oznámil invazi na Ukrajinu, ruské jednotky překročily rusko-ukrajinské hranice a začaly směřovat na Charkov. Zde se setkaly s ukrajinským odporem, čímž začala bitva o Charkov. Mezitím se ruské síly dostaly ke Konotopu, který začaly obléhat. Kolem třetí hodiny ranní začala bitva o Sumy. Po sedmé hodině začala i bitva o Ochtyrku.

### 25. únor
V 1:39 ráno bylo oznámeno, že ruské jednotky opustily Sumy. V ranních hodinách postoupily ruské jednotky z doněcké lidové republiky směrem k Mariupolu. Ke střetnutí s ukrajinským odporem došlo u vesnice Pavilopil.

### 26. únor
Guvernér Charkovské oblasti oznámil, že Charkov se stále drží pod kontrolou Ukrajinců a vyhlásil ve městě zákaz vycházení. Ruské jednotky se po jednom dni vrátily do Sum, v průběhu dne se jim podařilo získat pod svoji kontrolu polovinu města.

### 27. únor
V ranních hodinách Rusové vstoupili do Charkova. Ruský ministr obrany oznámil, že Ukrajinci sami položili zbraně a vzdali se, což bylo ukrajinskou stranou okamžitě dementováno.

### 28. únor
Při ostřelování vojenské základy v Ochtyrce zemřelo přes 70 ukrajinských vojáků.

### 1. březen
Podle ukrajinských představitelů ukrajinské síly zabily přibližně 200 ruských vojáků ve vesnici Kruty na jihu Černihivské oblasti.

### 2. březen
Guvernér Sumské oblasti oznámil dobytí Trosťance Rusy. Velký ruský konvoj čítající více než 60 vozidel vjel do Starobilsku, kde byl zastaven protestujícími místními. Starosta Konotopu souhlasil s kapitulací.

### 3. březen
Ukrajinské úřady oznámily, že v uplynulých 24 hodinách zemřelo při ostřelování 34 civilistů. Ruské ministerstvo obrany oznámilo dobytí města Balaklija.

### 4. březen
Pokračovalo ostřelování Mariupolu, během kterého zemřelo i 18měsíční dítě.

### 5. březen
V sobotu 5. března vyhlásila ruská armáda klid zbraní u Mariupolu a Volnovachy, ten se ale nedodržel; podle Ukrajinců vinou ruských sil.

### 6. březen
Při ostřelování Charkova a letiště Vinnycja zemřelo pět civilistů a čtyři vojáci. V Irpini ostřelovaly ruské jednotky civilisty, kteří se snažili z oblasti evakuovat; v sousední Buči ostřelovaly sídliště a blokovaly dodávky humanitární pomoci.

### 7. březen
Rusové slíbili otevřít čtyři humanitární koridory, Ukrajina na nabídku ale nepřistoupila, jelikož všechny koridory vedly do ruských měst (ze Sum a Charkova do Bělgorodu; z Mariupolu do Rostova na Donu), případně běloruských (koridor z Kyjeva do Homelu).